# Кирчо Кирчев
Кирчо Тодоров Кирчев е български адвокат, кмет на Бургас.

## Биография
Роден е на 9 март 1875 г. в град Елена. Народен представител е в V велико народно събрание. На 5 април 1912 г. става кмет на Бургас от Народната партия. Остава на този пост до 4 октомври 1913 г.